# Peria lamis
Genre
Espèce
Peria lamis est une espèce sud-américaine de lépidoptères (papillons) de la famille des Nymphalidae et de la sous-famille des Biblidinae. Elle est la seule représentante du genre monotypique Peria.

## Nom vulgaire
Peria lamis se nomme Peach Beauty en anglais.

## Distribution et biotopes
L'aire de répartition de Peria lamis s'étend du Suriname à la Bolivie, incluant notamment le Venezuela, l'Équateur et le Pérou,.
Son habitat est la forêt humide primaire, à des altitudes comprises entre 200 et 800 m.

## Systématique
L'espèce actuellement appelée Peria lamis a été décrite par l'entomologiste hollandais Pieter Cramer en 1779 sous le nom initial de Papilio lamis. Sa localité type est le Suriname.
Elle est l'espèce type et l'unique espèce du genre monotypique Pelia, décrit en 1849 par l'entomologiste britannique Edward Doubleday.
Cependant, le nom Pelia Doubleday, [1849] s'avérant préoccupé par Pelia Bell, 1836, l'entomologiste britannique William Forsell Kirby a introduit en 1871 un nomen novum : Peria.